# Thomas Nordgren
Thomas Nordgren, né le 10 août 1956 à Solna, en Suède, est un ancien joueur suédois de basket-ball.